# Vòng loại giải vô địch bóng đá châu Âu 2020 (Bảng F)
Bảng F của vòng loại giải vô địch bóng đá châu Âu 2020 là một trong mười bảng để quyết định đội nào sẽ vượt qua vòng loại cho vòng chung kết giải vô địch bóng đá châu Âu 2020. Bảng F bao gồm sáu đội: Quần đảo Faroe, Malta, Na Uy, România, Tây Ban Nha và Thụy Điển, nơi các đội tuyển này sẽ thi đấu với nhau mỗi trận khác trên sân nhà và sân khách trong một thể thức trận đấu vòng tròn.
Hai đội đứng đầu sẽ vượt qua vòng loại trực tiếp cho trận chung kết. Không giống như các lần trước, các đội tham gia vòng play-off sẽ không được quyết định dựa trên kết quả từ vòng bảng vòng loại, nhưng thay vào đó dựa trên thành tích của họ trong giải vô địch bóng đá các quốc gia châu Âu 2018-19.

## Bảng xếp hạng
| VT | Đội            | ST | T | H | B | BT | BB | HS  | Đ  | Giành quyền tham dự                                   |     | Tây Ban Nha | Thụy Điển | Na Uy | România | Quần đảo Faroe | Malta |
| -- | -------------- | -- | - | - | - | -- | -- | --- | -- | ----------------------------------------------------- | --- | ----------- | --------- | ----- | ------- | -------------- | ----- |
| 1  | Tây Ban Nha    | 10 | 8 | 2 | 0 | 31 | 5  | +26 | 26 | Vượt qua vòng loại cho vòng chung kết                 |     | —           | 3–0       | 2–1   | 5–0     | 4–0            | 7–0   |
| 2  | Thụy Điển      | 10 | 6 | 3 | 1 | 23 | 9  | +14 | 21 | Vượt qua vòng loại cho vòng chung kết                 |     | 1–1         | —         | 1–1   | 2–1     | 3–0            | 3–0   |
| 3  | Na Uy          | 10 | 4 | 5 | 1 | 19 | 11 | +8  | 17 | Giành quyền vào vòng play-off dựa theo Nations League |     | 1–1         | 3–3       | —     | 2–2     | 4–0            | 2–0   |
| 4  | România        | 10 | 4 | 2 | 4 | 17 | 15 | +2  | 14 | Giành quyền vào vòng play-off dựa theo Nations League |     | 1–2         | 0–2       | 1–1   | —       | 4–1            | 1–0   |
| 5  | Quần đảo Faroe | 10 | 1 | 0 | 9 | 4  | 30 | −26 | 3  |                                                       |     | 1–4         | 0–4       | 0–2   | 0–3     | —              | 1–0   |
| 6  | Malta          | 10 | 1 | 0 | 9 | 3  | 27 | −24 | 3  |                                                       | 0–2 | 0–4         | 1–2       | 0–4   | 2–1     | —              |       |

1. 1 2  Hiệu số đối đầu: Quần đảo Faroe 1, Malta 0.

## Các trận đấu
Lịch thi đấu đã được phát hành bởi UEFA cùng ngày với lễ bốc thăm, đã được tổ chức vào ngày 2 tháng 12 năm 2018 tại Dublin. Thời gian là CET/CEST, như được liệt kê bởi UEFA (giờ địa phương, nếu khác nhau, nằm trong dấu ngoặc đơn).
| Malta                          | 2–1      | Quần đảo Faroe  |
| ------------------------------ | -------- | --------------- |
| - Nwoko 13' - Borg 77' (ph.đ.) | Chi tiết | - Thomsen 90+8' |

| Thụy Điển                    | 2–1      | România      |
| ---------------------------- | -------- | ------------ |
| - Quaison 33' - Claesson 40' | Chi tiết | - Keșerü 58' |

| Tây Ban Nha                       | 2–1      | Na Uy              |
| --------------------------------- | -------- | ------------------ |
| - Rodrigo 16' - Ramos 71' (ph.đ.) | Chi tiết | - King 65' (ph.đ.) |

| Malta | 0–2      | Tây Ban Nha       |
| ----- | -------- | ----------------- |
|       | Chi tiết | - Morata 31', 73' |

| Na Uy                                   | 3–3      | Thụy Điển                                             |
| --------------------------------------- | -------- | ----------------------------------------------------- |
| - Johnsen 41' - King 59' - Kamara 90+7' | Chi tiết | - Claesson 70' - Nordtveit 86' (l.n.) - Quaison 90+1' |

| România                                   | 4–1      | Quần đảo Faroe       |
| ----------------------------------------- | -------- | -------------------- |
| - Deac 26' - Keșerü 29', 33' - Pușcaș 63' | Chi tiết | Davidsen 40' (ph.đ.) |

| Quần đảo Faroe | 1–4      | Tây Ban Nha                                             |
| -------------- | -------- | ------------------------------------------------------- |
| - K. Olsen 30' | Chi tiết | - Ramos 6' - Navas 19' - Gestsson 34' (l.n.) - Gayà 71' |

| Na Uy                               | 2–2      | România             |
| ----------------------------------- | -------- | ------------------- |
| - T. Elyounoussi 56' - Ødegaard 70' | Chi tiết | - Keșerü 77', 90+2' |

| Thụy Điển                              | 3–0      | Malta |
| -------------------------------------- | -------- | ----- |
| - Quaison 2' - Claesson 50' - Isak 81' | Chi tiết |       |

| Quần đảo Faroe | 0–2      | Na Uy              |
| -------------- | -------- | ------------------ |
|                | Chi tiết | - Johnsen 49', 84' |

| Malta | 0–4      | România                                    |
| ----- | -------- | ------------------------------------------ |
|       | Chi tiết | - Pușcaș 7', 29' - Chipciu 34' - Man 90+1' |

| Tây Ban Nha                                              | 3–0      | Thụy Điển |
| -------------------------------------------------------- | -------- | --------- |
| - Ramos 64' (ph.đ.) - Morata 85' (ph.đ.) - Oyarzabal 87' | Chi tiết |           |

| Quần đảo Faroe | 0–4      | Thụy Điển                                    |
| -------------- | -------- | -------------------------------------------- |
|                | Chi tiết | - Isak 12', 15' - Lindelöf 23' - Quaison 41' |

| Na Uy                            | 2–0      | Malta |
| -------------------------------- | -------- | ----- |
| - Berge 34' - King 45+1' (ph.đ.) | Chi tiết |       |

| România      | 1–2      | Tây Ban Nha                       |
| ------------ | -------- | --------------------------------- |
| - Andone 59' | Chi tiết | - Ramos 29' (ph.đ.) - Alcácer 47' |

| România      | 1–0      | Malta |
| ------------ | -------- | ----- |
| - Pușcaș 47' | Chi tiết |       |

| Tây Ban Nha                             | 4–0      | Quần đảo Faroe |
| --------------------------------------- | -------- | -------------- |
| - Rodrigo 13', 50' - Alcácer 90', 90+3' | Chi tiết |                |

| Thụy Điển      | 1–1      | Na Uy          |
| -------------- | -------- | -------------- |
| - Forsberg 60' | Chi tiết | - Johansen 45' |

| Quần đảo Faroe | 0–3      | România                                   |
| -------------- | -------- | ----------------------------------------- |
|                | Chi tiết | - Pușcaș 74' - Mitriță 83' - Keșerü 90+4' |

| Malta | 0–4      | Thụy Điển                                                                 |
| ----- | -------- | ------------------------------------------------------------------------- |
|       | Chi tiết | - Danielson 11' - Se. Larsson 58' (ph.đ.), 71' (ph.đ.) - Agius 66' (l.n.) |

| Na Uy                | 1–1      | Tây Ban Nha |
| -------------------- | -------- | ----------- |
| - King 90+4' (ph.đ.) | Chi tiết | - Saúl 47'  |

| Quần đảo Faroe    | 1–0      | Malta |
| ----------------- | -------- | ----- |
| - Baldvinsson 71' | Chi tiết |       |

| România       | 1–1      | Na Uy           |
| ------------- | -------- | --------------- |
| - Mitriță 62' | Chi tiết | - Sørloth 90+2' |

| Thụy Điển  | 1–1      | Tây Ban Nha     |
| ---------- | -------- | --------------- |
| - Berg 50' | Chi tiết | - Rodrigo 90+2' |

| Na Uy                                           | 4–0      | Quần đảo Faroe |
| ----------------------------------------------- | -------- | -------------- |
| - Reginiussen 4' - Fossum 8' - Sørloth 62', 65' | Chi tiết |                |

| România | 0–2      | Thụy Điển                |
| ------- | -------- | ------------------------ |
|         | Chi tiết | - Berg 18' - Quaison 34' |

| Tây Ban Nha                                                                               | 7–0      | Malta |
| ----------------------------------------------------------------------------------------- | -------- | ----- |
| - Morata 23' - Cazorla 41' - Torres 62' - Sarabia 63' - Olmo 69' - Gerard 71' - Navas 85' | Chi tiết |       |

| Malta        | 1–2      | Na Uy                   |
| ------------ | -------- | ----------------------- |
| - Fenech 40' | Chi tiết | - King 7' - Sørloth 62' |

| Tây Ban Nha                                                        | 5–0      | România |
| ------------------------------------------------------------------ | -------- | ------- |
| - Fabián 8' - Gerard 33', 43' - Rus 45+1' (l.n.) - Oyarzabal 90+2' | Chi tiết |         |

| Thụy Điển                                     | 3–0      | Quần đảo Faroe |
| --------------------------------------------- | -------- | -------------- |
| - Andersson 29' - Svanberg 72' - Guidetti 80' | Chi tiết |                |

## Cầu thủ ghi bàn
Đã có 97 bàn thắng ghi được trong 30 trận đấu, trung bình 3.23 bàn thắng mỗi trận đấu.
6 bàn
- Claudiu Keșerü

5 bàn
- Joshua King
- George Pușcaș
- Robin Quaison

4 bàn
- Alexander Sørloth
- Álvaro Morata
- Sergio Ramos
- Rodrigo

3 bàn
- Bjørn Maars Johnsen
- Viktor Claesson
- Alexander Isak
- Paco Alcácer
- Gerard

2 bàn
- Alexandru Mitriță
- Marcus Berg
- Sebastian Larsson
- Jesús Navas
- Mikel Oyarzabal

1 bàn
- Steve Borg
- Paul Fenech
- Kyrian Nwoko
- Sander Berge
- Tarik Elyounoussi
- Iver Fossum
- Stefan Johansen
- Ola Kamara
- Martin Ødegaard
- Tore Reginiussen
- Rógvi Baldvinsson
- Viljormur Davidsen
- Klæmint Olsen
- Jákup Thomsen
- Florin Andone
- Alexandru Chipciu
- Ciprian Deac
- Dennis Man
- Sebastian Andersson
- Marcus Danielson
- Emil Forsberg
- John Guidetti
- Victor Lindelöf
- Mattias Svanberg
- Santi Cazorla
- Fabián
- José Luis Gayà
- Dani Olmo
- Pablo Sarabia
- Saúl
- Pau Torres

1 bàn phản lưới nhà
- Andrei Agius (trong trận gặp Thụy Điển)
- Håvard Nordtveit (trong trận gặp Thụy Điển)
- Teitur Gestsson (trong trận gặp Tây Ban Nha)
- Adrian Rus (trong trận gặp Tây Ban Nha)

## Kỷ luật
Một cầu thủ sẽ bị đình chỉ tự động trong trận đấu tiếp theo cho các hành vi phạm lỗi sau đây:
- Nhận thẻ đỏ (treo thẻ đỏ có thể được gia hạn đối với các hành vi phạm lỗi nghiêm trọng)
- Nhận ba thẻ vàng trong ba trận đấu khác nhau, cũng như sau thẻ thứ năm và bất kỳ thẻ vàng tiếp theo nào (việc treo thẻ vàng được chuyển tiếp đến vòng play-off, nhưng không phải là trận chung kết hoặc bất kỳ trận đấu quốc tế nào khác trong tương lai)

Các đình chỉ sau đây đã (hoặc sẽ) được phục vụ trong các trận đấu vòng loại:
| Đội tuyển      | Cầu thủ           | Thẻ phạt | Bị đình chỉ cho các trận đấu          |
| -------------- | ----------------- | --- | ------------------------------------- |
| Quần đảo Faroe | Gilli Rólantsson  | v Malta (23 tháng 3 năm 2019) · v Na Uy (10 tháng 6 năm 2019) · v România (12 tháng 10 năm 2019)                   | v Malta (15 tháng 10 năm 2019)        |
| Malta          | Andrei Agius      | vs Quần đảo Faroe (23 tháng 3 năm 2019)                                                                            | vs Tây Ban Nha (26 tháng 3 năm 2019)  |
| Malta          | Steve Borg        | v Quần đảo Faroe (23 tháng 3 năm 2019) · v România (10 tháng 6 năm 2019) · v Quần đảo Faroe (15 tháng 10 năm 2019) | v Tây Ban Nha (15 tháng 11 năm 2019)  |
| România        | Alexandru Chipciu | v Malta (10 tháng 6 năm 2019)                                                                                      | v Tây Ban Nha (5 tháng 9 năm 2019)    |
| România        | Dragoș Grigore    | v Thụy Điển (23 tháng 3 năm 2019) · v Quần đảo Faroe (26 tháng 3 năm 2019) · v Na Uy (7 tháng 6 năm 2019)          | v Malta (10 tháng 6 năm 2019)         |
| Tây Ban Nha    | Diego Llorente    | v România (5 tháng 9 năm 2019)                                                                                     | v Quần đảo Faroe (8 tháng 9 năm 2019) |
| Tây Ban Nha    | Sergio Ramos      | v România (5 tháng 9 năm 2019) · v Quần đảo Faroe (8 tháng 9 năm 2019) · v Na Uy (12 tháng 10 năm 2019)            | v Thụy Điển (15 tháng 10 năm 2019)    |